# Середній Захід
41° пн. ш. 90° зх. д. / 41° пн. ш. 90° зх. д.
Середній Захід (англ. the Midwest, American Midwest, Midwestern United States) — географічний регіон Сполучених Штатів, один з чотирьох великих регіонів, на які офіційно поділяє країну Бюро перепису населення США.

## Короткий опис
До складу Середнього Заходу входить 12 штатів, розташованих у північно-східній та на півночі центральної частини США. Це Іллінойс, Індіана, Айова, Канзас, Мічиган, Міннесота, Міссурі, Небраска, Північна Дакота, Огайо, Південна Дакота і Вісконсин.
Термін Середній Захід (англ. Middle West) використовується з середини XIX століття для опису частини центральних територій США, його варіант «Midwestern United States» — з 1880-х років. Іноді в тому ж значенні використовують вираз «середня Америка» (англ. Mid-America).
З 1930-х років, після виходу у світ у 1929 році книжки «Middletown», соціологи, а за ними і громадськість, почали розглядати міста Середнього Заходу і весь регіон у цілому як типові для усіх Сполучених Штатів. Середній Захід вважався своєрідним еталоном Америки. До певної міри цей стереотип зберігся досі, але в сучасних медіа зазвичай епіцентром американського життя зображаються міста на Східному чи Західному узбережжях.
Вимова жителів Середнього Заходу відрізняється як від південної, так і від північно-східної, несхожа і на західну і багатьма сприймається як стандартна, «звичайна» для американської англійської. Саме середньо-західний варіант американської англійської використовують багато загальноамериканських ЗМІ.

## Поділ
Бюро перепису населення США поділяє Середній Захід на два підрегіони:
- Північно-східний центр, або «штати Великих озер» — Мічиган, Огайо, Індіана, Іллінойс, Вісконсин, Міннесота
- Північно-західний центр, або «штати Великих рівнин» — Айова, Міссурі, обидві Дакоти, Небраска та Канзас.

## Населення
Сумарне населення регіону за переписом 2010 року — 66 927 001 людина.
Найбільшими містами Середнього Заходу є Чикаго, Індіанаполіс, Колумбус, Детройт та Мілвокі. Якщо ж враховувати населення міських агломерацій, то найбільшими є чиказька, детройтська, Міннеаполіс-Сент-Пол, клівлендська, сент-луїська та агломерація Канзас-Сіті.
Найстаршим містом Середнього Заходу є містечко Су Сейнт-Мері (англ. Sault Ste. Marie, Michigan), засноване французькими місіонерами в 1668 році.
На Середньому Заході найвища в країні частка працюючих серед працездатного населення і відповідно найнижче безробіття.

## Найбільші міста та міські округи Середнього Заходу

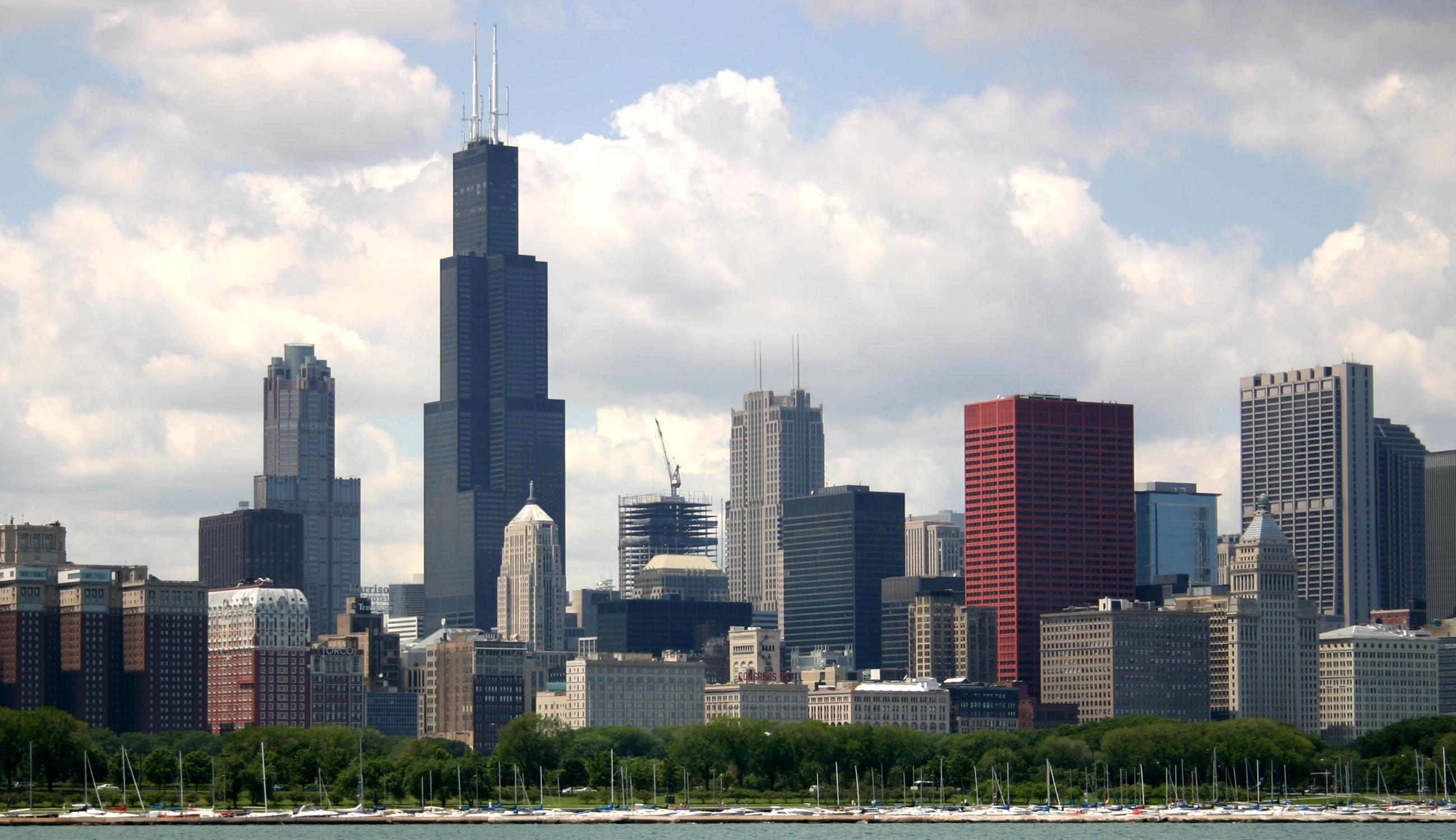
Чикаго — найбільше місто Середнього Заходу

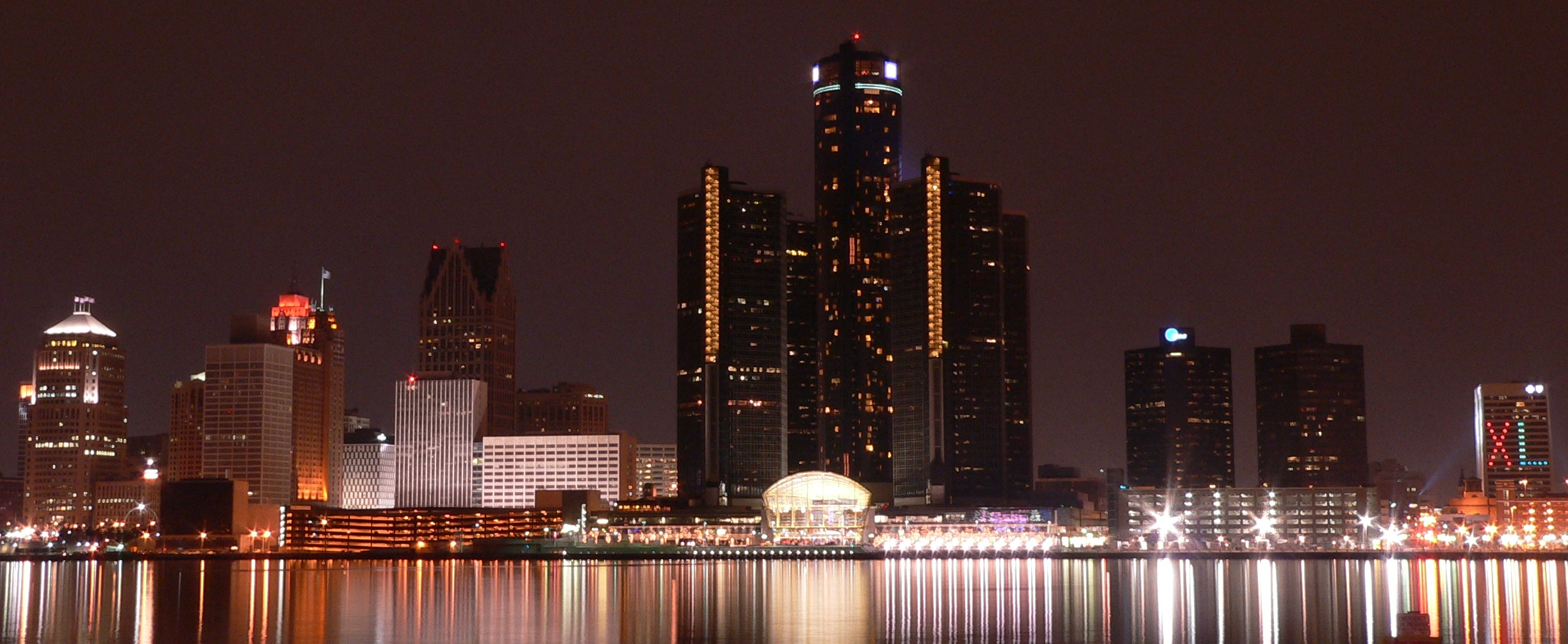
Детройт — автомобільна столиця США, друге за величиною місто Середнього Заходу. Вид уночі з боку річки Детройт з канадського міста Віндзор

Найбільшим містом у регіоні є Чикаго, далі за величиною — Детройт та Індіанаполіс.
| Місце | Місто        | Штат      | Чисельність населення (перепис 2000 р.) |
| ----- | ------------ | --------- | --------------------------------------- |
| 1     | Чикаго       | Іллінойс  | 2 896 016                               |
| 2     | Детройт      | Мічиган   | 951 270                                 |
| 3     | Індіанаполіс | Індіана   | 781 870                                 |
| 4     | Колумбус     | Огайо     | 711 470                                 |
| 5     | Мілвокі      | Вісконсин | 596 974                                 |
| 6     | Клівленд     | Огайо     | 478 403                                 |
| 7     | Канзас-Сіті  | Міссурі   | 441 545                                 |
| 8     | Омаха        | Небраска  | 390 007                                 |
| 9     | Міннеаполіс  | Міннесота | 382 618                                 |
| 10    | Сент-Луїс    | Міссурі   | 348 149                                 |

| Місце | Міський округ          | Штати, до яких належить цей округ | Чисельність населення (перепис 2000 р.) |
| ----- | ---------------------- | --------------------------------- | --------------------------------------- |
| 1     | Чикаго                 | Іллінойс-Індіана                  | 8 307 904                               |
| 2     | Детройт                | Мічиган                           | 3 903 377                               |
| 3     | Міннеаполіс — Сент-Пол | Міннесота                         | 2 388 593                               |
| 4     | Сент-Луїс              | Міссурі — Іллінойс                | 2 077 662                               |
| 5     | Клівленд               | Огайо                             | 1 786 647                               |
| 6     | Цинциннаті             | Огайо — Кентуккі — Індіана        | 1 503 262                               |
| 7     | Канзас-Сіті            | Міссурі — Канзас                  | 1 361 744                               |
| 8     | Мілвокі                | Вісконсин                         | 1 308 913                               |
| 9     | Індіанаполіс           | Індіана                           | 1 287 919                               |
| 10    | Колумбус               | Огайо                             | 1 133 193                               |

| Місце | Назва міської агломерації                                                              | Штати, що входять до агломерації | Чисельність населення (перепис 2000 р.) |
| ----- | -------------------------------------------------------------------------------------- | -------------------------------- | --------------------------------------- |
| 1     | Чиказька агломерація                                                                   | Іллінойс — Індіана — Вісконсин   | 9 098 316                               |
| 2     | Детройтська агломерація                                                                | Мічиган                          | 4 452 557                               |
| 3     | Агломерація Міннеаполіс — Сент-Пол                                                     | Міннесота-Вісконсин              | 2 968 806                               |
| 4     | Великий Сент-Луїс                                                                      | Міссурі — Іллінойс               | 2 698 687                               |
| 5     | Великий Клівленд                                                                       | Огайо                            | 2 148 143                               |
| 6     | Агломерація Цинциннаті — Північний Кентуккі                                            | Огайо-Кентуккі-Індіана           | 2 009 632                               |
| 7     | Метрополія Канзас-Сіті                                                                 | Міссурі — Канзас                 | 1 836 038                               |
| 8     | Метрополія Колумбус                                                                    | Огайо                            | 1 612 694                               |
| 9     | Метрополія Індіанаполіс                                                                | Індіана                          | 1 525 104                               |
| 10    | Агломерація Мілвокі — Расін-Вукеша (англ. Milwaukee-Racine-Waukesha Metropolitan Area) | Вісконсин                        | 1 500 741                               |